# Satanizem
Satanizem (čaščenje Satana) je verovanje, ki priznava Satana predvsem kot življenjsko načelo. 
Satanizem ima le redko (če sploh kakšno) skupno točko s konzervativnim muslimanskim ali krščanskim konceptom Satana. Satanistični koncept Satana je predkrščanski in izhaja iz poganske oblike, ki predstavlja satana kot simbol moči, moškosti, spolnosti in čutnosti. Za skoraj vse religiozne sataniste je Satan sila narave in ne živo kvazi-božanstvo. Njihov Satan nima nobene povezave s peklom, demoni, vilami, sadističnim mučenjem, kupovanjem človeških duš, obsedenostjo, izvajanjem čudežev, žrtvovanjem ljudi, kanibalizmom in na splošno zlimi dejanji.
Satanisti občasno izvajajo črne maše, ki so v posmeh katoliškim. Drugače pa njihovi rituali nimajo nobene povezave s krščanskimi.